# Fernando de las Infantas
Fernando de las Infantas (Córdoba, 1534-Roma o Frascati, c. 1610) fue primero un compositor español durante el reinado de Felipe II de España, más tarde sacerdote y teólogo.

## Biografía

### Familia
Don Fernando de las Infantas nació en 1534, en Córdoba, en la que actualmente se denomina calle Barrosso n.° 8.
La familia era de cierta importancia en la ciudad. Fernando fue el tercer hijo de Don Luis de las Infantas. Este último era el cuarto hijo de don Antonio de las Infantas († 1516), personaje principal de Córdoba y en particular comendador de la Orden de Santiago, premiado tras la toma de Granada. Su antepasado, Juan Fernández de Córdoba, al llevar a Inglaterra a dos princesas de Pedro I de Castilla, había obtenido su escudo de armas del rey Eduardo III. Como la familia conservaba este escudo de armas, el compositor pudo imprimirlo en la portada de sus publicaciones.
En ese momento, era raro que un noble de alto rango se convirtiera en compositor, siendo una excepción Carlo Gesualdo.

### Formación
Según el prefacio a la Pluma modulationum (1579), el propio las Infantas especifica que su formación musical comenzó durante su niñez. Aunque no está documentado, parece que fue monaguillo, debido a su profundo conocimiento del canto gregoriano.
Afortunadamente para el joven Fernando, el maestro de capilla de la Catedral de Córdoba, Alonso de Vieras, le proporcionó una enseñanza de muy buena calidad, no sólo de música sino también de lengua latina. Por tanto, no tuvo que salir de su ciudad natal para formarse musicalmente de forma adecuada. Además, el 10 de junio de 1556, se nombró Rodrigo de Ceballos, un compositor ilustrado, el magisterio de la Catedral cordobesa.
De ahí que su formación musical fuera lo suficientemente buena como para que pudiera publicar en 1579, en el Pluma modulationum, sus primeras 14 piezas de contrapunto, compuestas cuando aún era un estudiante.
También compuso motetes con cierta influencia de Josquin des Prés. Es muy probable que el joven músico escribiese su motete Parce mihi Domine a los 24 años, tras la muerte del emperador Carlos V en 1558, obra presente en su publicación de 1578.

### Compositor en Roma
En ocasiones Fernando de las Infantas escribía sus obras para eventos importantes, como fue el caso en 1565, cuando tras el Gran Sitio de Malta estrenó el motete In oppresione inimicorum: Pro victoria en turcas Mellite obsedionis, A., 1565.
Es probable que su motete Pro victoria nauali contra Turcas Sacri foederis classe parta A., 1571, felicitando la victoria de Lepanto contra Turquía en 1571 ayudara a promocionar al compositor. De hecho, el rey Felipe II envió a este compositor a Italia en 1572, otorgándole una pensión. Allí se distinguió en particular por su función a favor de los pobres en un hospital de Roma.
En la Ciudad Eterna mantuvo su colaboración con dos grandes músicos españoles, ambos  miembros de la congregación del Oratorio: Tomás Luis de Victoria y Francisco Soto de Langa, maestro de capilla de la schola cantorum.

### Asunto Palestrina (1577)
Las Infantas es más conocido por su intervención contra la reforma tridentina. A raíz del Concilio de Trento, la Iglesia romana necesitaba revisar los cancioneros según sus doctrinas, discutidas entre 1562 y 1563 y presentadas en el plenum. Con esto en mente, el Papa Gregorio XIII encargó en 1577 la revisión del Gradual Romano a Giovanni Pierluigi da Palestrina y a  Annibale Zoilo, cantor de la capilla pontificia entre 1570 y 1582. Fernando de las Infantas informó a su patrón, Felipe II, por carta fechada 25 de noviembre de 1577, que el Gradual sería modificado considerablemente, sin respetar la naturaleza auténtica del canto gregoriano. Tras la decisión del rey a favor de la forma antigua, el compositor y el embajador español en Roma consiguieron paralizar este proyecto.
Pero el paro fue corto, ya que en agosto de 1608 se retomaba la reforma de forma gradual, editando la Edición Medici de Felice Anerio y Francesco Soriano en 1614 y 1615, que se mantuvo en uso hasta principios del siglo XX.  Esta edición, falsamente atribuida a Palestrina en el siglo XIX, se concluyó en 1893, tras profundos estudios del Padre de Santi, musicólogo encargado por el Papa León XIII.

### Publicaciones de obras
Aún como residente, el compositor pudo disfrutar de un jubileo en Roma, celebrado en 1575 bajo el pontificado de Gregorio XIII. Escribió un Jubilate Deo ( salmo 100 (99) ), basado en el canto gregoriano.
Publicó la mayoría de las obras en 1578 y 1579 en Venecia, con Girolamo Scotto (Venetijs Apud hæredem Hieronymi Scoti). Su publicación constaba de tres libros del Sacrarum varii styli cantionum, mientras que otro volumen estaba dedicado a piezas de acompañamiento al canto gregoriano en contrapunto riguroso. Fernando de las Infantas prefería este género, así fue como sus motetes se basaron en el canto gregoriano, porque los libros tienen ciento y un contrapuntos.
Se desconoce el resultado de estas publicaciones. Sin embargo, algunas piezas se reimprimieron sin modificación en cancioneros posteriores. Así, su enigmático canon fue adoptado en 1613 por Pietro Cerone, en El melopeo maestro, p. 1082 - 1083.

### Características teológicas de sus composiciones
En la primera bibliografía de Fernando de las Infantas del musicólogo Rafael Mitjana, encontró en sus obras un fuerte carácter teológico, que podría explicar su segunda etapa en su vida como religioso.
Así, el texto de uno de sus motetes, Domine ostende nobis patrem (Libro III, n° 6, 1579), es el de Juan 14,8 - 10. La composición de las Infantas respeta fielmente el contexto del diálogo entre Jesucristo y San Felipe, siendo el patrón del Rey de España, a su vez, el patrón del compositor. Las últimas palabras son simbólicamente cantadas allí por dos cantantes en canon, la voz de soprano y la de bajo: «Quia ego in Patre et Pater en mí» [¿No crees que yo estoy en el Padre y que el Padre está en mí?).

### Etapa como teólogo
En 1584 Fernando de las Infantas recibió la ordenación sacerdotal. Tras su ordenación, el padre de las Infantas ya no escribió más obras musicales, sino que se centró en los estudios teológicos. En 1601 publicó en Paris su primer libro en este campo, el Tractatus de prædestinatione. Todavía publicó en 1603 otra monografía Liber divinæ lucis en Colonia.
Sin embargo, estas publicaciones arruinaron definitivamente su carrera. Se vio envuelto en la polémica entre los regalistas y los molinistas. Su Tractatus de prædestinatione produjo acusaciones de molinismo, por no decir quietismo, lo que atrajo la atención de la inquisición romana. Por un escrito fechado el de 26 de mayo de 1602, el Papa Clemente VIII había prohibido la publicación del libro. El 7 de agosto de 1603, la segunda obra también fue añadida al Index librorum prohibitorum.
Escribió sus testamentos, primero el 6 de septiembre de 1590 en Córdoba, luego 9 de marzo de 1599 en Roma. Al perder el apoyo oficial, se refugió en París. Fallecería en 1609 o 1610 en Italia, específicamente Roma o Frascati.

## Obra

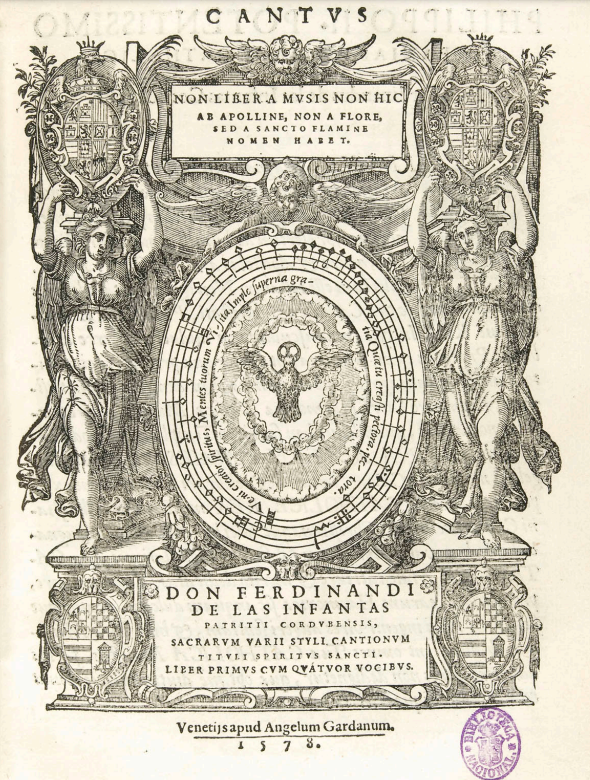
Sacrarum varii styli cantionum tituli spiritus sancti

### Música litúrgica
- 1578: Sacrarum varii styli cantionum tituli spiritus sancti, Libro I, Girolamo Scotto, Venecia (motete a 4 voces)[rm 14][12]
- 1578: Sacrarum varii styli cantionum tituli spiritus sancti, Libro II, Girolamo Scotto, Venecia (motete a 5 voces)[rm 15]
- 1579: Sacrarum varii styli cantionum tituli spiritus sancti, Libro III, Girolamo Scotto, Venecia (motete a 6 voces)[rm 16]
- 1579: Plura modulationum genera super excelso gregoriano cantu, Girolamo Scotto, Venecia[rm 17]
- 2004: versión en notación contemporánea y editada por Andrea Bornstein, Edition Ut Orpheus, Bolonia, p. 112[6]

### Teología
- Infanta, Fernando de la (1601). Tractatus de predestinatione secundum scriptrum sacram, et veram evangelicam lucem: Divina mediante gratia ab idiota Ferdinando de las Infantas presbítero Cordubenti, compositus: et extra omnem prætentionem ipsi veræ luci Christo Dei Filio, a quo accepit omnia dictatus (en latín). París.
- Infanta, Fernando de la (1603). Liber divinæ lucis, secundum divinæ, et evangelicæ Scriptuæ lucem in centesimi noni Psalmi expositionem,... Coloniae Agrippinae: sumptibus autoris: excudebat Bertramus Bucholtz (en latín). Colonia.[14]

## Discografía
- Motets, Ensemble Plus Ultra, ALMAVIVA DS0140 (primera grabación del mundo[15]